# Rasmus Würtz
Rasmus Østergaard Würtz, född 18 september 1983 i Skive, är en dansk före detta fotbollsspelare.

## Klubbkarriär
Efter säsongen 2018/2019 avslutade Würtz sin karriär.

## Landslagskarriär
Würtz debuterade för Danmarks landslag den 2 juni 2005 i en 1–0-vinst över Finland, där han blev inbytt i den 81:a minuten mot Jon Dahl Tomasson.